# Marie Quanter
Marie Quanter (* 14. November 1840 in Kassel; † 1918) war eine deutsche Kinderdarstellerin und Theaterschauspielerin.

## Leben
Quanter, die Tochter des Schauspielers Karl Quanter, betrat die Bühne des Dresdner Hoftheaters schon als Fünfjährige und spielte dort (1846–1852) schon neben Franziska Berg, Marie Bayer, Eduard und Emil Devrient, Friedrich Wilhelm Porth, Eduard Winger und ihrem Vater.
Nach einer Pause wurde sie zum 1. März 1857 als vielversprechendes Talent für jugendliche Liebhaberinnen engagiert, konnte es aber trotz aller Bemühungen nicht zu einer herausragenden Stellung bringen. Dennoch verblieb sie an der Hofbühne bis zu ihrer Pensionierung am 1. April 1897, nach vierzig Jahren Bühnenzugehörigkeit.